# Nagy László (tanár, 1838)
Nagy László (Sepsiszentkirály (Háromszék megye), 1838. augusztus 17. – 1895 után) református főiskolai igazgatótanár.

## Élete
Székely huszár család sarja. Tanulását a szentkirályi református elemi iskolában kezdette meg, melyet folytatott és bevégzett a sepsiszentgyörgyi négy osztályú katonai jellegű úgynevezett normális iskolában, ahonnét 1852-ben átlépett a nagyenyedi Bethlen-kollégiumba. Itt végezte a nyolc osztályú főgimnáziumot 1860-ban; hallgatta azután a teológiai praeparandia első évi folyamát, majd az újonnan beállított két évi jogi és két évi teológiai tanfolyamokat és tett lelkészképesítő szigorlatokat 1866-ban. Felsőbb iskolai tanulása idejében házi nevelőként is működött néhai Zeyk Miklós enyedi tanár özvegyének fiai mellett; másodéves teológus korában mint kisegítő tanítót alkalmazta a főiskolai tanári kar az V. gimnáziumi osztályban. Az 1865-66. iskolai évben főiskolai senior és a VI. gimnáziumi osztály tanítója volt.
Ezek után öt évre nevelői állást fogadott el legidősb Teleki Domokosnak Géza fia mellett. Nevelői kötelezettségének lejártával külföldre utazott és 1871-72-ben a jenai, 1872-73-ban a lipcsei egyetemen filológiai, bölcseleti és pedagógiai előadásokat hallgatott. Külföldről hazatérve, 1873-ban a kunszentmiklósi hat osztályú református gimnáziumhoz hivatott meg a latin-magyar nyelv és irodalom rendes tanárának. Ezen állásából a nagyenyedi Bethlen-kollégiumhoz hívták meg a klasszika literatúra és pedagógia helyettes tanárának; e minőségben átvette 1877-ben a tanítóképzőt és 1879-ben az elemi iskola ideiglenes igazgatását is. Az egyházkerületi közgyűlés 1879. novemberben a pedagógia és klasszika-literatúra rendes tanárává választotta. 1882-ben a kollegiumi tanszékek rendezése folytán, mint a pedagógia rendes tanára a tanítóképző és elemi iskola állandó igazgatója lett. 1876-1879-ben tanárkari, 1879-80-ban elöljárósági jegyző; 1894-től a főiskola rektor-professzora.
Cikkei a Protestáns Közlönyben (1880. A természetszerű nevelés elvei, tanári székfoglaló); a nagyenyedi főiskola Értesítőjében (1889. Emlékbeszéd br. Kemény Gábor egyházkerületi főgondnok felett, 1895. Rektor-professzori évzáró beszéd).